# Diino
Diino var en  molntjänst för säkerhetskopiering, lagring och fildelning på nätet, grundat 2004. Företaget Diino Systems AB var baserat i Sverige (Stockholm), med försäljningskontor i Atlanta, London och Mexico City. Ägarna inkluderade Swisscom (telekomkoncern i Schweiz) och Novestra (Nasdaq OMX-noterat riskkapitalbolag), och VD var Jan Nilsson.
Tjänsten var tillgänglig på Windows, Mac, Linux, Android, Iphone och Ipad. Tjänsten erbjöds direkt till konsumenter och små och medelstora företag, men även indirekt via partners såsom telekomoperatörer, ISP:er och stora konsumentvarumärken. Företaget Diino blev under oktober 2012 försatt i konkurs och tjänsten togs över av Swiss Picture Bank med avsikt att driva den vidare via det nya svenska bolaget New Diino AB.
New Diino AB försattes i konkurs under september 2019.